# 十八分坑
十八分坑，又寫為十八份坑，舊名十八份，是台灣新北市新莊區的一個地名，位於該區西北部，範圍大致為丹鳳里青年公園一帶以北及十八份坑溪以東不含壽山橋以下部分。

## 歷史
台灣清治末期至日治前期，十八分坑地區為一街庄，稱為「十八份庄」，隸屬於八里坌堡。該庄北與大窠坑庄為鄰，東與下坡角庄為鄰，南邊為頂坡角庄，西邊為牛角坡庄。
1920年（日治大正九年），該庄改制並改名為「十八分坑」大字，隸屬於臺北州新莊郡新莊街，大字下另設有「十八分坑」、「長窠子」小字名。戰後新莊街改制為新莊鎮，隸屬於臺北縣，大字亦改制為里。

## 交通
省道台1線經過十八分坑地區南端，往東可前往臺北、基隆等地，往南轉西可前往桃園、新竹及中南部地區。

## 公共設施
- 新莊區第一公墓